# Mariusz Czerkawski
Mariusz Krzysztof Czerkawski (né le 13 avril 1972 à Radomsko dans la voïvodie de Łódź en Pologne) est un joueur professionnel de hockey sur glace polonais. Il est le premier joueur né et formé en Pologne à avoir joué dans la Ligue nationale de hockey.

## Biographie

### Carrière en club
Repêché par les Bruins au 5e tour du repêchage d'entrée dans la LNH 1991, 106e au total, Czerkawski débute avec les Bruins le 9 avril 1994, après avoir joué trois saisons à Stockholm entre 1991 et 1994, deux avec le Djurgårdens IF de l'Elitserien et une avec Hammarby en Allsvenskan.
Czerkawski obtient la saison suivante 26 points en 47 matchs avec Boston. En 1996, il est cédé aux Oilers d'Edmonton. L'année suivante, Mariusz se retrouve chez les Islanders de New York, où il devint rapidement l'un des éléments-clé de l'offensive de Long Island, accumulant 70 points (35 buts et autant de passes décisives) en 1999-2000. La saison suivante, il récidive avec une autre campagne de 30 buts.
Au terme de la saison 2001-2002, les Islanders échangent Czerkawski aux Canadiens de Montréal. Il s'agit une saison décevante pour le Polonais, qui ne marque que 5 fois en 43 matchs et pire encore, les Canadiens le reléguèrent à leur club-école, les Bulldogs de Hamilton de la Ligue américaine de hockey (LAH). Le club rachète son contrat au terme de la saison, et Czerkawski s'entend pour un contrat d'un an avec les Islanders. L'atmosphère new-yorkaise lui fait le plus grand bien ; il redevint lui-même et marque 25 buts et 24 passes.
Pendant le lock-out 2004-2005, Czerkawski joue dans l'Elitserien avec Djurgården ; il revient dans la LNH la saison suivante avec les Maple Leafs de Toronto. Passant le plus clair du premier quart de la saison sur le banc et dans les gradins à cause de performances douteuses et d'une blessure à l'épaule, il a un regain de vie et joue sur le premier trio en compagnie de Mats Sundin. Il marque au cours de 3 matches d'affilée en décembre, avant de passer les trois matches suivants blanchi. Il récoltera un maigre quatre buts et une passe en 16 matchs. Les Bruins le réclament au ballottage le 8 mars 2006.
À l'été 2006, il signe un contrat avec le club suisse de Rapperswil. Il y joue deux saisons avant de prendre sa retraite en 2008.

### Carrière internationale
Czerkawski a porté les couleurs de l'équipe de pologne lors des Jeux olympiques d'hiver de 1992, où il amasse une passe en cinq matchs. Il prit également part à six championnats du monde entre 1991 et 2002

### Vie familiale
Czerkawski fut marié de 1996 à 1998 à la star du cinéma suédo-polonaise Izabella Scorupco, avec qui il a eu une fille, Julia, en 1997.

## Statistiques
Pour les significations des abréviations, voir Statistiques du hockey sur glace.

### En club
| Saison    | Équipe                 | Ligue             |     | Saison régulière | Saison régulière | Saison régulière | Saison régulière | Saison régulière |    | Séries éliminatoires | Séries éliminatoires | Séries éliminatoires | Séries éliminatoires | Séries éliminatoires |
| Saison    | Équipe                 | Ligue             | PJ  | B                | A                | Pts              | Pun              | PJ               | B  | A                    | Pts                  | Pun                  |                      |                      |
| 1990-1991 | GKS Tychy              | Ekstraklasa       | 24  | 25               | 15               | 40               |                  | -                | -  | -                    | -                    | -                    |                      |                      |
| 1991-1992 | Djurgårdens IF         | Elitserien        | 39  | 8                | 5                | 13               | 4                | 3                | 0  | 0                    | 0                    | 2                    |                      |                      |
| 1993-1994 | Djurgårdens IF         | Elitserien        | 39  | 13               | 21               | 34               | 20               | 13               | 16 | 7                    | 23                   | 34                   |                      |                      |
| 1993-1994 | Bruins de Boston       | LNH               | 4   | 2                | 1                | 3                | 0                | 13               | 3  | 3                    | 6                    | 4                    |                      |                      |
| 1994-1995 | Kiekko-Espoo           | SM-liiga          | 7   | 9                | 3                | 12               | 10               | -                | -  | -                    | -                    | -                    |                      |                      |
| 1994-1995 | Bruins de Boston       | LNH               | 47  | 12               | 14               | 26               | 31               | 5                | 1  | 0                    | 1                    | 0                    |                      |                      |
| 1995-1996 | Bruins de Boston       | LNH               | 33  | 5                | 6                | 11               | 10               | -                | -  | -                    | -                    | -                    |                      |                      |
| 1995-1996 | Oilers d'Edmonton      | LNH               | 37  | 12               | 17               | 29               | 8                | -                | -  | -                    | -                    | -                    |                      |                      |
| 1996-1997 | Oilers d'Edmonton      | LNH               | 76  | 26               | 21               | 47               | 16               | 12               | 2  | 1                    | 3                    | 10                   |                      |                      |
| 1997-1998 | Islanders de New York  | LNH               | 68  | 12               | 13               | 25               | 23               | -                | -  | -                    | -                    | -                    |                      |                      |
| 1998-1999 | Islanders de New York  | LNH               | 78  | 21               | 17               | 38               | 14               | -                | -  | -                    | -                    | -                    |                      |                      |
| 1999-2000 | Islanders de New York  | LNH               | 79  | 35               | 35               | 70               | 34               | -                | -  | -                    | -                    | -                    |                      |                      |
| 2000-2001 | Islanders de New York  | LNH               | 82  | 30               | 32               | 62               | 48               | -                | -  | -                    | -                    | -                    |                      |                      |
| 2001-2002 | Islanders de New York  | LNH               | 82  | 22               | 29               | 51               | 48               | 7                | 2  | 2                    | 4                    | 4                    |                      |                      |
| 2002-2003 | Bulldogs de Hamilton   | LAH               | 20  | 8                | 12               | 20               | 12               | 6                | 1  | 3                    | 4                    | 6                    |                      |                      |
| 2002-2003 | Canadiens de Montréal  | LNH               | 43  | 5                | 9                | 14               | 16               | -                | -  | -                    | -                    | -                    |                      |                      |
| 2003-2004 | Islanders de New York  | LNH               | 81  | 25               | 24               | 49               | 16               | 5                | 0  | 1                    | 1                    | 0                    |                      |                      |
| 2004-2005 | Djurgårdens IF         | Elitserien        | 46  | 15               | 9                | 24               | 20               | 5                | 1  | 0                    | 1                    | 2                    |                      |                      |
| 2005-2006 | Maple Leafs de Toronto | LNH               | 19  | 4                | 1                | 5                | 6                | -                | -  | -                    | -                    | -                    |                      |                      |
| 2005-2006 | Bruins de Boston       | LNH               | 16  | 4                | 1                | 5                | 4                | -                | -  | -                    | -                    | -                    |                      |                      |
| 2006-2007 | Rapperswil-Jona        | LNA               | 43  | 21               | 20               | 41               | 70               | 7                | 6  | 6                    | 12                   | 16                   |                      |                      |
| 2007-2008 | Rapperswil-Jona        | LNA               | 49  | 22               | 31               | 53               | 30               | 5                | 1  | 0                    | 1                    | 4                    |                      |                      |
| 2008-2009 | GKS Tychy              | Polska Hokej Liga | 1   | 0                | 0                | 0                | 0                | -                | -  | -                    | -                    | -                    |                      |                      |
| Totaux    | Totaux                 | Totaux            | 745 | 215              | 220              | 435              | 274              | 42               | 8  | 7                    | 15                   | 18                   |                      |                      |

## Prix individuels et d'équipe
- La Złoty Kij (pl) (1991), sondage annuel pour désigner le meilleur joueur de hockey en Pologne (le plus jeune joueur de l'histoire à l'âge de 19 ans)
- Coupe d'Europe et le vice-champion de Suède sous les couleurs du Djurgårdens IF (1992)
- Performance record (et le meilleur buteur) de l'Allsvenskan ligue davec le Hammarby IF - 93 points en 45 matchs (1993), le même exploit est toujours invaincue
- Participation à des compétitions Elitserien All-Star Game (1994)
- La troisième place dans le classement des assistants et le cinquième rang des marqueurs de recrue dans la catégorie dans la LNH la saison 1994-1995 sous les couleurs des Bruins de Boston
- Le « Islander de l'Année 2000 » avec les Islanders de New York
- Performance dans le Match des étoiles de Toronto (2000), récoltant un point (une aide sur le but de Miroslav Šatan)
- Meilleur buteur avec les Islanders de New York (1999, 2000, 2004)
- Meilleur buteur avec les Rapperswil-Jona Lakers (2007, 2008)
- Le titre « Superchampion » dans la révision du sport plébiscite pour des réalisations à vie du sport (2008)
- Le « Palet d'Or », prix des journalistes de TVP Sport (télé), Magazin Hokej (presse écrite) et Sport24.pl (Internet) pour l'ensemble de sa carrière et des activités pour le développement du hockey en Pologne (2009)